# Wir hau’n den Hauswirt in die Pfanne
Wir hau’n den Hauswirt in die Pfanne ist ein deutscher Spielfilm von Franz Josef Gottlieb aus dem Jahr 1971. Die Hauptrollen des Films sind besetzt mit Uschi Glas, Fritz Tillmann, Hannelore Schroth, Ralf Wolter, Margot Trooger und Christian Anders. Das Plakat zum Film titelte seinerzeit: „Zwei lustige Kinostunden voll Humor, Musik und Spaß“.

## Inhalt
Als die Hauswirtin Bauer wegen ihrer Heirat ihr Mietshaus an einen neuen Eigentümer verkauft, sind die Mieter alles andere als begeistert – wer weiß, was für ein Mensch der neue Hauswirt ist! Schnell zeigt sich, dass das neue Hauswirtsehepaar Zwicknagel nicht geneigt ist, den Hausfrieden aufrechtzuerhalten: Sie verbieten das Fußballspielen im Hof, das Wäschewaschen im hauseigenen Waschkeller und das Parken vor dem Haus. Musiker Amadeus Kleinschmidt darf nicht mehr in seiner Wohnung proben und vor allem die Kinder der Kleinschmidts Frank und Franzi bekommen die Strenge des Ehepaars Zwicknagel zu spüren: Bald sind alle ihre Spielsachen von Hugo Zwicknagel konfisziert worden.
Es folgen Streiche aller Art: Mathilde Zwicknagels Wäsche wird blau gefärbt, kleinere Explosionen bringen den Wandleuchter der Vermieter zum Absturz und Konservenbüchsen in Zwicknagels Tante-Emma-Laden zum Platzen und ein Hund reißt von Franzi dazu animiert die gesamte Auslage vor dem Geschäft mit sich. Kurzerhand setzen Zwicknagels die Kündigung für die Familie Kleinschmidt auf.
Der Neffe der Kleinschmidts Wolfgang hat unterdessen andere Probleme: Er hat sich in die Tochter der Vermieter Moni Zwicknagel verliebt, die gerade erst von einem längeren Englandaufenthalt zurückgekommen ist. Er weiß, dass ihre Eltern und seine Tante und sein Onkel im Streit miteinander liegen und stellt sich daher als Wolfgang Eisenlohr vor. Das wiederum ist in Wirklichkeit der Erbe einer schwerreichen Baufirmenfamilie und so bedrängen die Zwicknagels ihre Tochter geradezu, Wolfgang zu heiraten. Der jedoch muss immer wieder aufpassen, den Vermietern nicht mit Moni gemeinsam unter die Augen zu treten.
Ein weiteres ungleiches Paar sind Fräulein Hahnenfuß und Herr Knobloch, die sich beide eine Wohnung teilen, jedoch voneinander abgeschottet Zimmer an Zimmer leben und sich bekriegen, wenn es möglich ist. Beide stehen unerkannt zusammen in Briefkontakt, sie unter dem Namen Maiglöckchen und er als Rittersporn. Nach dem unerfreulichen Zusammentreffen als Briefpartner versöhnen sich beide und werden ein Paar.
Auch für Kleinschmidts wendet sich das Blatt. Zu ihnen zieht Lenchens Vater, der Opa Neubauer, der zu gerne experimentiert. Er verbündet sich mit den Kindern im Kampf gegen die Zwicknagels und bringt schließlich Mathilde Zwicknagel dazu, das Haus entnervt an eine Bank zu verkaufen. Was sie nicht weiß ist, dass die Bank den Auftrag zum Kauf von Neubauer erhalten hat, der das Mietshaus nun aufkauft und der neue Hauswirt ist. Die Zwangsräumung wegen Kündigung ist für die Kleinschmidts abgewendet und auch Moni ist froh, als sich Wolfgang als ein ganz normaler Mensch und nicht als Millionärssöhnchen entpuppt.

## Produktion
Die Uraufführung von Wir hau’n den Hauswirt in die Pfanne fand am 24. Juni 1971 statt. In Österreich kam der Film im Juli 1971 in die Kinos. Alive gab den Film am 12. Februar 2016 innerhalb der Reihe „Juwelen der Filmgeschichte“ auf DVD heraus.
Im Film werden verschiedene Schlager präsentiert. Christian Anders singt Dich will ich lieben und Du hast sie verloren, während Olivia Molina Von heut auf morgen und Wo und wann singt.

## Kritik
Das Lexikon des internationalen Films nannte Wir hau’n den Hauswirt in die Pfanne ein „Lustspiel mit vielen Kalauern.“
Der Filmdienst bezeichnete den Film als „auf tiefstem Niveau ‚unterhaltende‘ Kalauer-Komödie, inhaltlich und formal völlig anspruchslos.“
Die Cinema-Redaktion stellte in ihrer Bewertung einerseits fest, dass diese „Schlagerklamotte mit Uschi Glas als Moni nervtötender Klamauk der überflüssigsten Sorte“ sei, um dann das Fazit zu ziehen „‚Dufte Unterhaltung‘ aus der Prilblumen-Ära“.